# Astragalus crenatus
Astragalus crenatus es una especie de planta del género Astragalus, de la familia de las leguminosas, orden Fabales.

## Distribución
Astragalus crenatus se distribuye por Turquía, Siria, Israel, Palestina, Jordania, Irak, Irán, Afganistán (Bamyan, Farah, Faryab, Helmand, Herat, Jawzjan/Sar-e-Pol, Kandahar, Orozgan/Daykundi y Samangan), Kuwait, Baréin, Omán, Catar , Pakistán (Baluchistán, Peshawar, Swat, Quetta y Hazara), Jammu y Cachemira, Arabia Saudita, península del Sinaí, Egipto, Libia, Túnez, Argelia, Marruecos, Irán, Chad, Azerbaiyán, Turkmenistán y Uzbekistán.

## Taxonomía
Fue descrita científicamente por Schult. Fue publicada en Observ. Bot. 186 (1809).